# Мирто Азина Хрониди
Мирто Азина Хрониди (на гръцки: Μυρτώ Αζίνα Χρονίδη, на английски: Myrto Azina Chronides) е кипърска гръцка писателка и поетеса, авторка на произведения в жанрове любовен роман и драма.

## Биография и творчество
Мирто Азина Хрониди е родена на 26 декември 1961 г. в Никозия, Кипър. Пише от ранна възраст много есета и стихотворения. Публикува първата си книга „Ημερολόγιο“ („Календар“), когато е петнайсетгодишна. Учи в гимназията „Pancyprian“ (Панкипърската гимназия). Докато е в гимназията, печели няколко литературни награди за поезия и проза.
Следва в медицинско училище, а след това специализира Обща медицина в академичната болница на Университета на Бон в Ойскирхен. От 2007 г. работи в общественото здравеопазване в Кипър към Департамента за медицински и публични здравни услуги.
През 1987 г. е издадена книгата ѝ „Παθολογία“ (Патология), а през 1997 г. книгата ѝ „Ραχήλ“ (Рейчъл).
През 2009 г. е издадена книгата ѝ „Експериментът“. Тя е сбор от разкази за еротичната любов и душата, които клонят към структурата на синтетичната проза, нито новела, нито роман, без да вписва ясно в някой традиционен жанр на художествената проза. Протагонистите на творбата, Той и Тя, полагат клетва да проведат „експеримент": да разберат същността на еротичната любов и тяхната връзка като се въздържат от плътски контакт, за да могат да се отдадат на писането, на фона на най-новата политическа история на Кипър и турското нашествие на острова през 1974 г. Тя е независима жена прокламираща свободата си и желанието си да се усъвършенства, а той е отражение на сентенцията на Сократ „Aз знам, че нищо не знам“. Книгата разглежда въпросите за връзката между разума и страстта или човешкото желание, една съвременна интерпретация на древния мит за Купидон и Психея. Книгата получава наградата за литература на Европейския съюз за 2010 г.
Писателката получава положителни критични оценки за своя модерен и нетрадиционен стил на писане – той е метафоричен, повлиян от психоанализата, богат на интертекстуални препратки и алюзии.
Нейни разкази са публикувани в много литературни списания и в национални антологии.
Мирто Азина Хрониди живее със семейството си в Никозия.

## Произведения
- Ημερολόγιο (1974)
- Παθολογία (1987)
- Ραχήλ (1997)
- Το πείραμα (2009)
Експериментът, изд. „Балкани“ (2012), прев. Петя Загорчева